# Phellinocis romualdoi
Phellinocis romualdoi es una especie de coleóptero de la familia Ciidae.

## Distribución geográfica
Habita en Brasil.